# L.A. Story
 L.A. Story és una pel·lícula estatunidenca dirigida per Mick Jackson i estrenada el 1991.

## Argument
Harry Telemacher (Steve Martin), és un estrambòtic home del temps d'una televisió local que creu que la seva vida és perfecta, excepte per la imprevisible relació que manté amb una noia que és una fanàtica de l'última moda. La seva vida donarà de sobte un tomb quan perd el seu treball i la seva amant l'enganya. És llavors quan, a la recerca de l'ànima germana, en un d'aquells dies de Los Angeles de sol radiant i contaminació espessa, el missatge d'un senyal electrònic d'autopista li aconsella cridar una jove i bella rossa, llançant-lo a un frívol idil·li.

## Repartiment
- Steve Martin - Harris K. Telemacher
- Victoria Tennant - Sara McDowel
- Richard E. Grant - Roland Mackey
- Marilu Henner - Trudi
- Sarah Jessica Parker - SanDeE*
- Susan Forristal - Ariel
- Kevin Pollak - Frank Swan
- Sam McMurray - Morris Frost
- Patrick Stewart - Mr. Perdue
- Iman - Cynthia
- Woody Harrelson - el patró d'Harris

## Al voltant de la pel·lícula
- L.A. Story va aconseguir 28,8 milions de dòlars de recaptació als Estats Units.[1]
- "L.A. Story" de Steve Martin farà riure tothom una part del temps, part dels espectadors riuran tota l'estona però no . . . bé, ja saps els final.[2]